# Acta Archaeologica Carpathica
Acta Archaeologica Carpathica là một tạp chí khoa học và công nghệ của Ba Lan, được xuất bản bởi Viện Hàn lâm Khoa học Ba Lan từ năm 1958. Từ năm 2019, tạp chí được xuất bản bởi Học viện Khoa học và Nghệ thuật Ba Lan. Tạp chí là nơi công bố các lĩnh vực nghiên cứu về khảo cổ học của các vùng núi, đặc biệt là vùng Carpathian. Tạp chí xuất bản 1 năm một số, bằng tiếng Anh, tiếng Ba Lan và tiếng Đức. Tất cả các bài báo trên tạp chí đều được truy cập miễn phí trên cơ sở Truy cập Mở (Open access).

## Mã số xuất bản
- ISSN: 0001-5229 (bản in)
- e-ISSN 2719-4841 (bản điện tử)
- GICID: 71.0000.1500.1936
- DOI: 10.4467
- Nhà xuất bản: Học viện Khoa học và Nghệ thuật Ba Lan
- Nhóm chuyên môn: Khảo cổ học

## Chỉ số ảnh hưởng
- Tính điểm khoa học theo Bộ Khoa học và Giáo dục Đại học La Lan (MNISW) năm 2019: 70[3]
- Tạp chí Acta Archaeologica Carpathica được lập chỉ mục trích dẫn khoa học ở các cơ sở dữ liệu: Erih PLUS, EBSCO, Arianta, CEJSH, Zeitschriftendatenbank - ZDB[4]

## Ban biên tập

### Tổng biên tập
- Giáo sư, Tiến sĩ khoa học Paweł Valde-Nowak, Viện Khảo cổ học, Đại học Jagiellonian, Ba Lan

### Thư ký biên tập
- Tiến sĩ Magda Cieśla
- Thạc sĩ Anna Kraszewska

## Hội đồng khoa học
- JAN CHOCHOROWSKI (Chủ tịch) - Kraków, Ba Lan
- JOZEF BỐTORA - Nitra, Slovakia
- FALKO DAIM - Mainz, Đức
- PHILIPPE DELLA CASA - Zürich, Thụy Sĩ
- SYLWESTER CZOPEK - Rzeszów, Ba Lan
- TOBIAS KIENLIN - Köln, Đức
- JAN MACHNIK - Krakow, Ba Lan
- VYACHESLAV IVANOVICH MOLODIN - Novosibirsk, Nga
- KAROL PIETA - Nitra, Ba Lan
- TIVADAR VIDA - Budapest, Hungary